# احمد عسیری (بازیکن فوتبال، زاده ۱۹۸۸)
احمد عسیری (عربی: أحمد عسيري؛ زادهٔ ۳ دسامبر ۱۹۸۸) یک ورزشکار اهل عربستان سعودی است.